# 無料歌詞検索サイトUtaTen
歌詞検索サイト うたてんは、歌詞検索及び歌詞閲覧サービスと音楽ニュースや様々なアーティストやドラマ、アニメなどの特集記事が閲覧できるWEBサイト。運営はIBGメディアが行っている。
主要な音楽レーベルと音楽事務所、プロダクションなどから歌詞および楽曲情報が提供されており、公式の歌詞と様々な音楽アーティストの情報を知る事ができる、いわゆる音楽メディアサイトの構成になっている。各コンテンツは毎日更新されており、TwitterやFacebook、YouTubeなどのSNS運用も行われている。

## 概要
UtaTenは、無料で歌詞が閲覧できる。検索できる歌詞は30万曲を超えており、新曲は発売日に掲載されているほか、CD発売よりも前に先行で歌詞が掲載される場合も多い。歌詞はJASRACやNexToneの各著作権管理団体から許諾を得ており、各団体を通じて収益が分配されている。全ての歌詞にふりがな（ルビ）が振ってある。
しかし、歌い出しが省略されている・歌詞の順番が違う・漢字表記やルビが違うなど、誤りも多い。また、中国漢字（簡体字）の使用が多くのページで散見される。
楽曲の歌詞以外には音楽ニュースが毎日更新されている。その他にも、アーティストのインタビュー記事やライブレポートや、音楽ライターが歌詞の意味の考察を綴った音楽コラムも掲載されている。アーティストの動画コメントやプレゼントなども多い。

## 沿革
- 2008年9月 - 携帯3キャリア公式のサービス開始[4]。
- 2009年5月 - HMVジャパンと業務提携し「HMV-UteTen」となる（2012年4月に提携解消）。
- 2015年1月 - 事業譲渡されIBGメディア株式会社の運用となる[5]。
- 2018年1月 - 10周年YEAR記念コンテンツ提供開始[6]。
- 2021年7月　芸能ニュース配信開始。